# 홈 시어터 PC

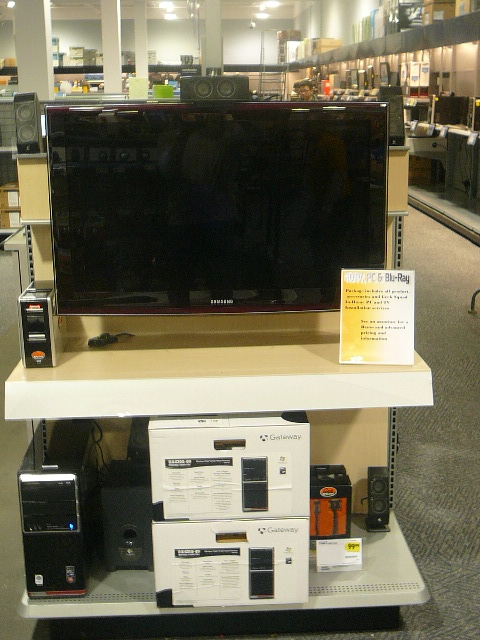

홈 시어터 PC(영어: home theater PC, HTPC) 또는 미디어 PC(영어: media PC)는 개인용 컴퓨터와 디지털 비디오 레코더의 기능을 합친 기기이다. 텔레비전이나 텔레비전 크기의 컴퓨터 디스플레이에 연결할 수 있으며 디지털 사진, 음악, 비디오 재생기, TV 수상기, 디지털 비디오 레코더로 사용하기도 한다. 홈 시어터 PC는 또한 미디어 센터 시스템이나 미디어 서버로 불리기도 한다.
HTPC의 일반 목표는 일반적으로 홈 시어터의 모든 구성 요소를 상자 하나로 통합하는 것이다. 텔레비전 프로그래밍을 PC에 추가하는 데에 필요한 소프트웨어와 하드웨어를 미리 구입해야 할 수도 있으며 GB-PVR, SageTV, 리눅스MCE로 동작되는 구별된 구성 요소로 함께 맞춰 나갈 수도 있다.

## HTPC의 특징
표준 PC로서의 기능과 더불어, 모든 HTPC는 다음과 같은 공통 기능이 추가된다:
- 텔레비전 연결
- 동작 중에 조용하고 소음이 낮음
- 저장 공간이 큼

## 미디어 장치와의 비교

### 장점
- 화질
- 디지털 영상 기록
- 하나의 미디어 위치
- 게임
- 업그레이드

### 단점
- 비용
- 설치 및 유지 보수
- 게임

## 하드웨어
- CPU
- TV 캡처
- 리모컨

## 소프트웨어
- 운영 체제

## 포터블 미디어 플레이어
포터블 미디어 플레이어 (PMP)는 갖고 다니면서 녹화 프로그램에 접근하는 데에 쓰일 수 있다. 이를테면 체육관 같은 곳에서 운동하거나 운전 중에 손님을 위한 엔터테인먼트를 위해 쓰인다. PMP에 속하는 어떠한 장치는 PC와 자동으로 동기화하는 기능이 들어 있다.
자동 동기화를 사용하거나 모든 녹화 프로그램을 디렉터리 통째로 PMP에 일괄 변환할 때, 장치가 광고 무시 기능을 포함하고 있다면 유용하다고 볼 수 있다. 자동으로 광고를 찾아 없애는 시도를 할 때, 이러한 감지 알고리즘의 신뢰성은 영상 콘텐츠를 변환할 때 충분히 정확하지 않을 수도 있다. 영상을 광고 무시 기능이 없는 장치에 옮겨야 할 경우에는 영상 편집 소프트웨어를 사용하여 프로그램의 광고를 직접 제거할 수도 있다.

## 같이 보기
- 미디어 센터
- 온라인 미디어 센터
- 조용한 PC
- 크롬캐스트